# 库克早期农业遗址
库克早期农业遗址是位于巴布亚新几内亚南高地省的一个考古遗址。此处是一片面积为116公顷的湿地，海拔超过1500米。在这里发现了9000年前的农业种植遗址，这是最古老的农业遗址之一，此外还发现了年代不同的数期农业遗址，是农业耕作方式转型的最好例证。2008年这里被列入世界遗产，是巴布亚新几内亚目前唯一的世界遗产。

## 历史
直到20世纪初期，当地人仍在库克湿地种植香蕉和根类蔬菜，并使用木制水渠进行灌溉。他们还在湿地周围的山谷中定期烧荒，以促进牧草生长，发展牧业。1930年代欧洲人来到了这一地域寻找黄金，阻止了烧荒行为。1950年代后这里通了车，开始种植起咖啡和茶等作物。1968年，库克湿地被卡维尔卡斯人租借给澳大利亚殖民管理局99年，作为研究茶叶和其他作物的研究站，传统的水渠和作物的格局从此被打破。
1975年在巴布亚新几内亚独立之前，澳大利亚国立大学对此处进行了考古调查，之后进行了四年的大规模的考古发掘，发现了古代灌溉系统的遗迹。1991年研究站关闭后，考古发掘停止，当地人继续在这里种植作物。1997年巴布亚新几内亚国家博物馆和巴布亚新几内亚大学的专家一起协商，希望可以将库克湿地进入世界遗产名录。1998-1999年间对库克湿地进行了多学科考察。

## 分期
通过对水渠底部沉积的火山灰的研究，考古工作者将库克早期农业遗址分为六期，其中的第一期位于灰土层之下，发现了9000年前种植的芋头和修建水渠帮助湿地排水的遗迹，研究者认为此处农业生产的历史甚至可以追溯到一万年前。之后几期都处于灰土层之上，其中的第二三期发现了7000年前的香蕉和甘蔗种植遗迹，四到六期证明库克湿地自四千年前至今一直有着连续的农业生产。

## 外在链接
- http://news.nationalgeographic.com/news/2003/06/0623_030623_kukagriculture.html （页面存档备份，存于）
- http://whc.unesco.org/en/list/887 （页面存档备份，存于）